# Joaquín Julián de Alzáa
Joaquín Julián de Alzáa y Gomendio (Oñate, 26 de febrero de 1798 - Zaldivia, 3 de julio de 1848) fue un jurista y militar español.

## Biografía
Era hijo de Juan Antonio Alzáa Ugarte y María Carlota Gomendio Madinagoitia. Profesor de derecho romano y patrio en la Universidad de Oñate, debido a sus ideas realistas tomó las armas y participó en la guerra realista y más tarde en la primera guerra carlista del lado del infante Don Carlos. 
 

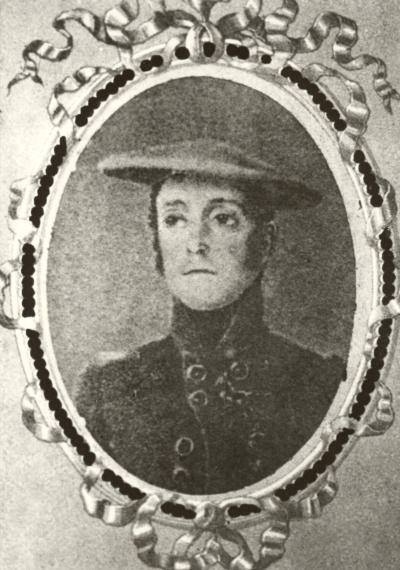
Joaquín Julián de Alzáa

Siendo teniente coronel, pidió el traslado a otro campo de operaciones para no tener que bombardear San Sebastián durante la batalla de Oriamendi, tal como le había sido ordenado. Acabada la guerra, se exilió en Francia al no querer adherirse al convenio de Vergara.
A pesar de oponerse a la segunda guerra carlista emprendida por Carlos Luis de Borbón y Braganza, para no ser tildado de cobarde entró nuevamente en España pocos años después al frente de una partida.
Fue hecho prisionero por Juan Antonio de Urbiztondo en Zaldivia y pasado por las armas sin formación de causa el 3 de julio de 1848.